# Basilica di San Pietro d'Avignone
La basilica di San Pietro d'Avignone (in francese: basilique Saint-Pierre) è un edificio di culto cattolico di Avignone, nella Vaucluse.

## Storia
Secondo la tradizione, sul luogo dell'attuale basilica si ergeva un primo edificio, costruito nel secolo VII e poi distrutto dai saraceni. Sulle rovine, il vescovo di Avignone Folco II vescovo d'Avignone, iniziò una costruzione, che sarà terminata tre secoli più tardi, nel 1358, grazie alla generosità del cardinale Pierre des Prés Papa Innocenzo VI la elevò al rango di collegiata.
Durante il XV secolo, la navata viene estesa e dotata di nuove cappelle. Nel 1486 viene aperto il sagrato, mentre il campanile fu eretto nel 1495. La decorazione della facciata iniziò nel 1512.
La chiesa è monumento storico di Francia dal 1840. Il 4 maggio 2012, papa Benedetto XVI le ha dato il titolo di basilica minore.

## Descrizione

### Esterno

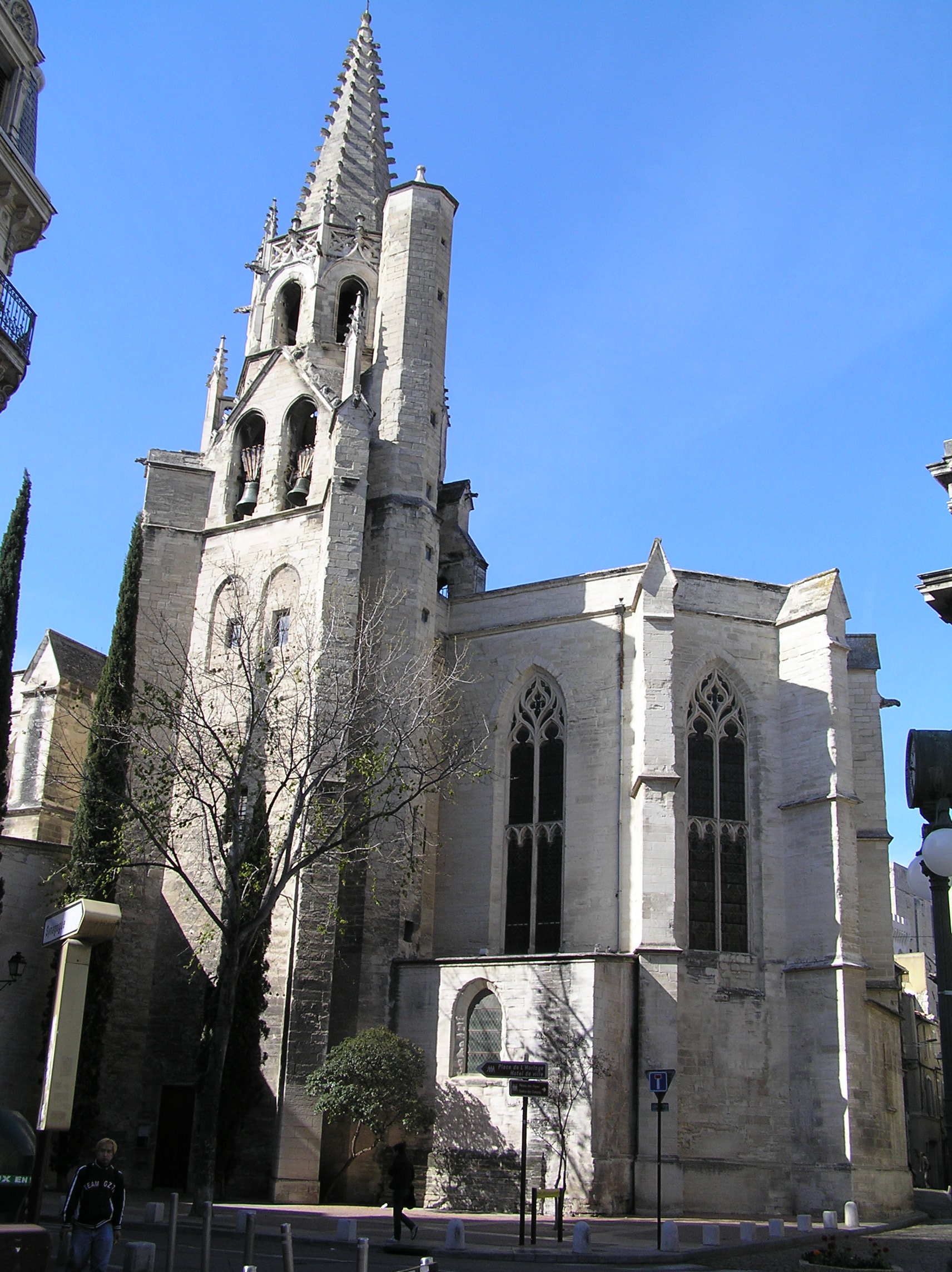
Abside e campanile

Terminata nel 1524, la facciata della chiesa fu progettata da Nicolas Gasc e Perrin Souquet. È slanciata ed inquadrata da due piccole torri. Le porte monumentali, in noce massiccio, sono opera di Antoine Volard e risalgono al 1551; sono separate da una statua della Vergine col Bambino attribuita a Jean Péru. Sull'anta di sinistra sono rappresentati San Girolamo, con ai piedi un leone, e l'arcangelo Michele che, spada alla mano, atterra il drago. Su quella di destra l'Annunciazione a Maria dell'arcangelo Gabriele. Ai lati delle singole ante, sono scolpite due cariatidi. Sopra ciascuna porta un pannello, sempre in legno, scolpito in bassorilievo con arabeschi e figure a chimera, sormontate da un mascherone con a fianco due putti che tengono una cornucopia e gettano fiori e frutti.
Il campanile è opera di Jean-Baptise Lécuyer e risale al 1495. Secondo l'uso avignonese, la torre ha base quadrata ed è sormontata da un tamburo ottagonale e una cuspide "ad uncino".
Durante la Restaurazione, nel 1825, sotto il vescovado di Monsignor Maurel de Mons, venne fuso un campanone da M. Perre, fonditore ad Avignone, per la cattedrale della città. Rottosi nel 1830, esso venne calato e rifuso; in M. Perre e Pierron realizzarono una seconda campana nel 1848, ed una terza aggiunta nel 1853. Queste due ultime, mal intonate col campanone, furono vendute ed installate nel campanile della basilica di San Pietro, ove si trovano ancor oggi.

### Interno

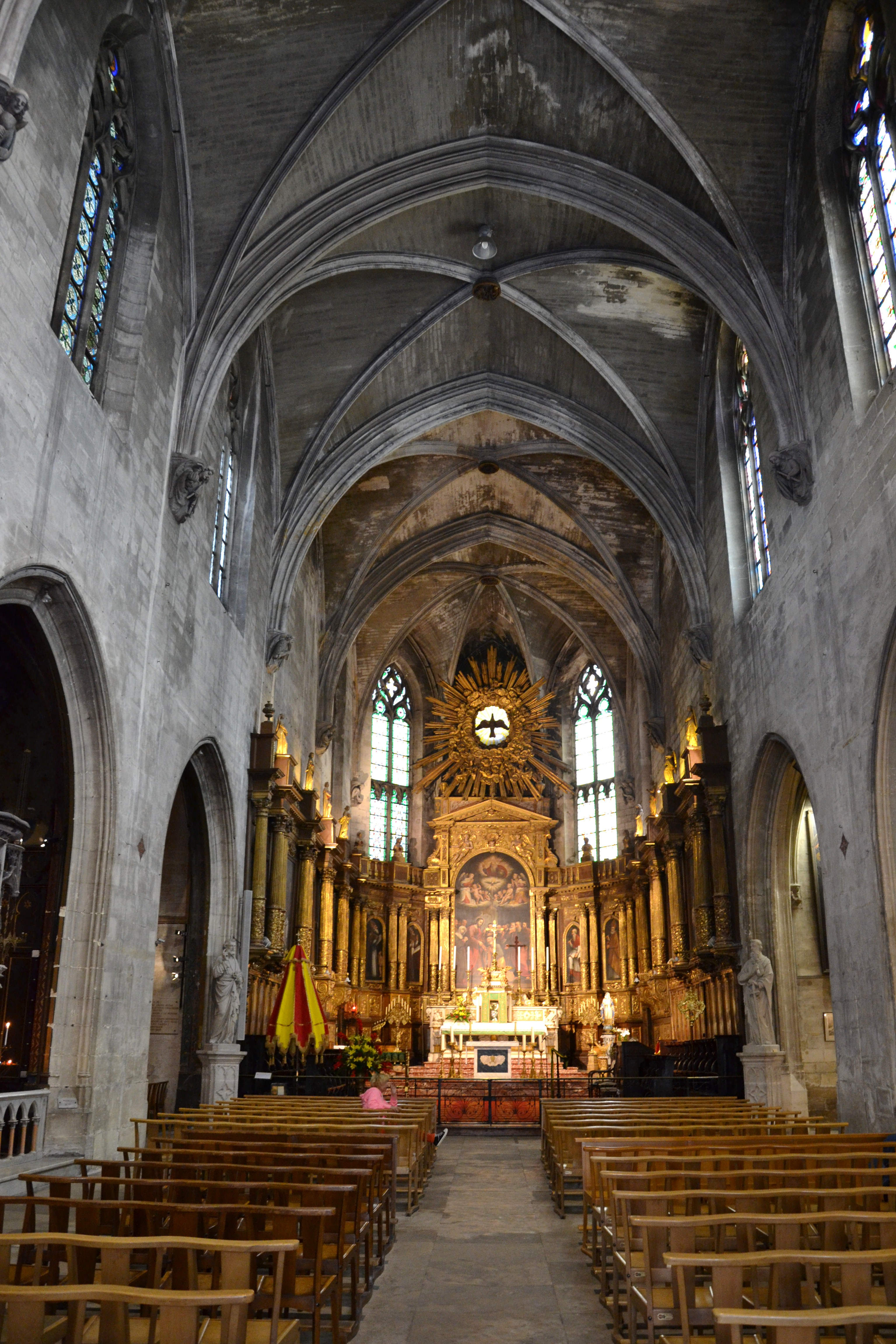
Interno

L'interno della basilica ha una struttura a tre navate con cappelle laterali. La navata centrale, lunga 25,5 metri, larga 9,6 e alta 15 metri, è di quattro campate, ed è coperta con volta a crociera ogivale con costoloni che non poggiano su pilastri ma su mensole a parete a forma di capitello. Nell'abside, l'altar maggiore è inquadrato da un retablo in legno dorato, opera dell'architetto gesuita Etienne Martelange (1617), con un gran dipinto illustrante la Consegna della chiavi a san Pietro), del pittore Guillaume Ernest Grève; di quest'ultimo autore sono anche i quattro Padri della Chiesa. Al di sopra di quest'ultima, in una corona raggiata, vi è una colomba stilizzata, simbolo dello Spirito Santo. Lungo le pareti laterali dell'ambiente, si sviluppa il coro ligneo, i cui stalli sono sormontati da dipinti inquadrati rappresentanti motivi floreali; furono realizzati nel 1670 su diegno di François de la Valfenière. Al di sopra di questo ordine sono esposti grandi dipinti quadri illustranti scene del Vangelo.
La chiesa ospita alcune opere d'arte:
- Santa Barbara e Santa Margherita adoranti il Santo Sacramento, di Nicolas Mignard (1652);
- La Sacra Famiglia con il cardellino, di Nicolas Mignard (1641);
- L'Adorazione dei pastori  e l'Immacolata Concezione di Simon de Châlons (1550 circa);
- San Pietro che cammina sulle acque, di Pierre Duplan (1589);
- La santa Famiglia, santa Agata e santa Margherita di Guillaume-Ernest Grève (1614?)

L'altare maggiore della collegiata del XVII secolo. è ora nella chiesa di Notre-Dame-de-Bon-Repos, a Montfavet.
Nella chiesa si trovano due organi a canne:
- lo strumento principale è situato sulla cantoria in controfacciata, all'interno di una cassa lignea neogotica riccamente scolpita, e fu realizzato da Théodore Puget nel 1863 e successivamente modificato; dispone di 31 registri su tre manuali e pedale;[8]
- l'organo del coro è celato dietro gli stalli di destra ed è anch'esso opera di Puget, che lo costruì nel 1901; ha 9 registri su due manuali e pedale.[9]